# 大衡村立大衡中学校
大衡村立大衡中学校（おおひらそんりつ おおひらちゅうがっこう）は、宮城県黒川郡大衡村大衡字柧木にある公立中学校。

## 概要
大衡村にある唯一の中学校で、村全体のほぼ中央にあり、大衡村村民体育館や大衡村民プールが併設されている。国道4号線沿いの立地で、通学時の事故率低減のための様々な施策が打たれている。南隣には桜並木も親しまれている大衡村多目的運動公園がある。

## 学区
大衡村全域

## アクセス
- 大衡村役場から、徒歩25分